# Docalidia sinuata
Docalidia sinuata är en insektsart som beskrevs av Nielson 1979. Docalidia sinuata ingår i släktet Docalidia och familjen dvärgstritar. Inga underarter finns listade i Catalogue of Life.